# 沙巴杜父魚
沙巴杜父魚，為輻鰭魚綱鮋形目杜父魚亞目杜父魚科杜父魚屬的其中一種，該物種為溫帶淡水魚，分布於歐洲法國隆河流域，棲息在底中層水域，生活習性不明。

## 擴展閱讀
維基物種上的相關：沙巴杜父魚